# Rue Simon-le-Franc
Rue Simon-le-Franc je ulice v Paříži v historické čtvrti Marais. Nachází se ve 4. obvodu.

## Poloha
Ulice vede od křižovatky s Rue du Temple a končí na křižovatce s Rue du Renard a Rue Beaubourg.

## Historie
Ulice nejspíše nese jméno po pařížském měšťanu Simonu Franqueovi, obyvateli této ulice, který zemřel před rokem 1211. Podle kopiáře převorství Saint-Éloi v Paříži z roku 1237 již tehdy nesla tento název. V díle Le Dit des rues de Paris je zmíněna pod tvarem Rue Symon-le-Franc. V roce 1350 se nazývala Rue Simon-le-Franc.
Ministr Jean-Antoine Chaptal vydal 5. října 1801 vyhlášku, ve které stanovil minimální šířku ulice na 8 metrů, ta byla později zvětšena na 10 metrů. V 19. století měřila 147 metrů, začínala u Rue Sainte-Avoie a končila na křižovatce s Rue du Poirier a Rue Beaubourg. V roce 1890 k ní byla připojena Rue Maubuée, takže vedla až k Rue Saint-Martin. Asanací v roce 1936 zmizela polovina staré ulice mezi Rue Brisemiche a Rue Beaubourg. Nic zde postaveno nebylo a pozemek sloužil jako parkoviště. V letech 1972–1977 bylo na tomto místě vybudováno Centre Georges Pompidou a Place Georges-Pompidou.

## Zajímavé objekty
- dům č. 9: v roce 2007 zde bylo otevřeno centrum pro mládež Pôle Simon Le Franc.
- dům č. 59: původně zde stál dům chráněný od roku 1928 jako historická památka, který byl posléze zbořen.